# 꾼
《꾼》은 2017년에 개봉한 대한민국의 영화이다. 

## 줄거리
피해금액 4조 원, 피해자 3만 명을 낳은 희대의 사기꾼을 잡기 위해 손잡은 검사와 사기꾼이 함께 벌이는 범죄 사기극.

## 등장 인물

### 주연
- 현빈 : 황지성 역
- 유지태 : 박희수 역

### 조연
- 배성우 : 고석동 역
- 박성웅 : 곽승건 역
- 나나 : 춘자 역
- 안세하 : 김 과장 역
- 최덕문 : 이강석 역
- 최일화 : 성용재 의원 역
- 허성태 : 장두칠 역
- 김태훈 : 검찰총장 역

### 단역
- 염동헌 : 김 국장 역
- 정두겸 : 윤장관 역
- 박동혁 : 정차관 역
- 박남희 : 태동 모 역
- 최홍일 : 아재 역
- 김자영 : 숙모 역
- 주석태 : 건달 1 역
- 정민성 : 최 기자 역
- 송창곤 : 수사관 역
- 강신구 : 지휘관 역
- 한철우 : 강력반장 역
- 전헌태 : 경찰서장 역
- 이재구 : 보석상사장 역
- 류성현 : 정회장 역
- 이근후 : 정보원 역
- 김우진 : 검사장 역
- 유정호 : 공장장 역
- 손병욱 : 남자(장두칠 수하) 역
- 김장원 : 후배검사 1 역
- 강동우 : 후배검사 2 역
- 강민재 : 장물아비 1 역
- 강득종 : 장물아비 2 역
- 박상혁 : 차이나타운 중식당 직원 역
- 신서경 : 춘자친구 1 역
- 구혜연 : 춘자친구 2 역
- 이예리 : 카페 종업원 역
- 조은주 : 기자 1 역
- 손미희 : 뉴스 앵커 1 역
- 김하늘 : 뉴스 앵커 2 역
- 김기현 : 뉴스 앵커 3 역
- 김형기 : 뉴스 앵커 4 역
- 이유리 : 뉴스 앵커 5 역
- 정승현 : 뉴스 앵커 6 역
- 장용철 : 뉴스 앵커 7 역
- 김영환 : 다단계 영업센터 피해자 1 역
- 한승환 : 다단계 영업센터 피해자 2 역
- 이재남 : 황지성 대역
- 염정민 : 황지성 대역
- 이용희 : 황유석 대역
- 김동철 : 태동 대역
- 김태강 : 카체이싱 황지성 대역
- 김태환 : 카체이싱 박검사 대역
- 황인범 : 카체이싱 고석동 대역
- 전보예 : 태동 부인 역
- 성주환 : 태동 아들 역
- 전보람 : 곽승건 아내 역
- 송병철 : 공장 린치남 역
- 이용희 : 마검포항 살인남 역
- 이재우 : 비리 형사들 역
- 황도진 : 비리 형사들 역
- 장원진 : 비리 형사들 역
- 강동균 : 건달들 역
- 강소백 : 건달들 역
- 송기준 : 건달들 역
- 김형규 : 건달들 역
- 이민혁 : 건달들 역
- 이성교 : 건달들 역
- 오창석 : 건달들 역
- 백승환 : 택시기사 역
- 정임섭 : 택시기사 역
- 옥주리 : 마을 피해자 역
- 정미경 : 마을 피해자 역
- 신지연 : 마을 피해자 역
- 이재순 : 마을 피해자 역
- 신정섭 : 마을 피해자 역
- 육장남 : 위조꾼 역
- 서임철 : 노인 역
- 서명찬 : 감정사 역
- 전희련 : 시계방 주인 역
- 장훈 : 위장사무실 김부장 역
- 장윤정 : 위장사무실 강주임 역
- 이창호 : 화폐 교환사 역
- 성승주 : 카지노 건달들 역
- 선율우 : 카지노 건달들 역
- 안대웅 : 카지노 건달들 역
- 김성강 : 카지노 중국인들 역
- 이상춘 : 카지노 중국인들 역
- 원광철 : 카지노 중국인들 역
- 이경옥 : 카지노 중국인들 역
- 양원석 : 고향선배 역
- 펫카셈 수리야웡사 : 태국남 역
- 유타퐁 플렘붓-에 : 장두칠 보디가드 역
- 아티야 위누래 : 장두칠 태국 보디가드 1 역
- 시타낫 인타라반 : 장두칠 태국 보디가드 2 역
- 차이와트 탱순톤 : 장두칠 태국 보디가드 3 역
- 폰그래피 롯매니 : 장두칠 태국 보디가드 4 역
- 누쿨 파차나칸 : 장두칠 태국 보디가드 5 역

### 특별출연
- 정진영 : 황유석 역
- 차순배 : 강사장 역
- 오태경 : 태동 역
- 진선규 : 사촌형 역

## 이모저모
- 2016년 9월 26일 시나리오 리딩 및 무사 촬영의 기원 고사[1]
- 2016년 10월 1일 크랭크인[1]
- 2017년 1월 20일 크랭크업